# Leśny Park Narodowy Dadia-Lefkimi-Soufli
Leśny Park Narodowy Dadia-Lefkimi-Soufli (gr. Εθνικό Πάρκο Δάσους Δαδιάς-Λευκίμμης-Σουφλίου) – park narodowy w Ewros w regionie Macedonia Wschodnia i Tracja w północno-wschodniej części Grecji utworzony w roku 2006. 

## Opis
Leśny Park Narodowy Dadia-Lefkimi-Soufli ma powierzchnię 428 km². Najwyższym punktem parku jest Kapsalo o wysokości 620 m n.p.m. Większość terenu parku porastają lasy, których skład gatunkowy został ukształtowany zgodnie z miejscowymi warunkami klimatycznymi, glebowymi i dostępnością wody.
W 1980 roku obszar uznano za chroniony, natomiast w 2006 roku został utworzony park narodowy. Od 2014 roku park Dadia-Lefkimi-Soufli jest kandydatem do wpisania na listę światowego dziedzictwa UNESCO.

## Flora
W centralnej i wschodniej części Parku Narodowego Dadia-Lefkimi-Soufli znajdują się lasy iglaste zdominowane przez sosnę kalabryjską (Pinus brutia) oraz sosnę czarną (Pinus nigra), natomiast lasy liściaste, lasy mieszane i makia zajmują tylko małe obszary. Z kolei na północy i południowym zachodzie dominują lasy dębowe, porośnięte kilkoma gatunkami dębów, takich jak dąb węgierski (Quercus frainetto), dąb burgundzki (Quercus cerris) i dąb omszony (Quercus pubescens). W strefach pośrednich występują lasy mieszane złożone z dębów i sosen. Natomiast roślinność twardolistna, taka jak chruścina szkarłatna (Arbutus adrachne), filirea szerokolistna (Phillyrea latifolia), wrzosiec drzewiasty (Erica arborea) i czystek kreteński (Cistus creticus) występują głównie w części południowo-zachodniej parku.
Na obszarze parku odnotowano 360–400 gatunków roślin, z czego 25 to storczyki. Wśród roślin występujących tutaj znaleźć można dwa gatunki endemiczne dla Grecji: Minuartia greuteriana i Onosma kittanae. Na obszarze parku występują również rzadkie gatunki roślin, takie jak: Cephalanthera epipactoides, Salix xanthicola, Zygophyllum album, Eriolobus trilobatus.

## Fauna
Ssaki
W parku występuje 60-65 gatunków ssaków. Odnotowano tu gatunki takie jak: sarna europejska (Capreolus capreolus), wydra europejska (Lutra lutra), wilk szary (Canis lupus), żbik europejski (Felis silvestris), dzik euroazjatycki (Sus scrofa), kuna domowa (Martes foina), łasica pospolita (Mustela nivalis) i borsuk europejski (Meles meles). Godna uwagi jest obecność 24 gatunków nietoperzy, którym jako schronienie służą jaskinie, a także stare kopalnie w okolicy.
Ptaki
Na terenie parku odnotowano 36 gatunki dziennych ptaków drapieżnych oraz około 166 innych gatunków ptaków. Występują tu gatunki takie jak: sęp kasztanowaty (Aegypius monachus), ścierwnik (Neophron percnopterus), sęp płowy (Gyps fulvus), myszołów zwyczajny (Buteo buteo), gadożer zwyczajny (Circaetus gallicus), orzełek włochaty (Hieraaetus pennatus), orlik krzykliwy (Clanga pomarina), trzmielojad zwyczajny (Pernis apivorus), kania czarna (Milvus migrans), jastrząb zwyczajny (Accipiter gentilis), błotniak stawowy (Circus aeruginosus), krogulec zwyczajny (Accipiter nisus), krogulec krótkonogi (Accipiter brevipes), orzeł przedni (Aquila chrysaetos), raróg zwyczajny (Falco cherrug), kobczyk zwyczajny (Falco vespertinus), bocian czarny (Ciconia nigra), kuropatwa zwyczajna (Perdix perdix).
Gady i płazy
W parku stwierdzono występowanie 29 gatunków gadów (w tym cztery gatunki żółwi, jedenaście gatunków jaszczurek i czternaście gatunków węży) oraz 12-13 gatunków płazów (z czego dziesięć to żaby, m.in. kumak nizinny (Bombina bombina)).
Ryby
W wodach na terenie parku stwierdzono występowanie 17 gatunków ryb.